# The Last Waltz
The Last Waltz var rockgruppen The Bands avskedsframträdande på arenan Winterland Ballroom i San Francisco den 25 november 1976, som blev en av de mest uppmärksammade populärmusikkonserterna genom tiderna. 
Konserten filmades i regi av Martin Scorsese, som sammanfogade höjdpunkter från konserten, intervjuer med The Band och några studiofilmade musikinslag till en långfilm med samma namn (1978). Filmen betraktas ofta som en standardsättare för rockdokumentärer. 
Medverkande artister vid konserten var, utöver The Band som spelade flera egna låtar, Bob Dylan, Van Morrison, Eric Clapton, Neil Young, Neil Diamond, Joni Mitchell, Muddy Waters, Dr. John, Ronnie Hawkins, Ringo Starr och Paul Butterfield. Dessutom deltog ett antal poeter – inklusive Diane di Prima och Lawrence Ferlinghetti – som reciterade dikter. I filmen medverkar också Emmylou Harris och The Staple Singers. 
Konserten har också getts ut på skiva.

## Framförda låtar
| Sång                                                                                | Artist(er) | Konsert | Film | Vinylutgåva 1978 | CD-utgåva 2002 |
| ----------------------------------------------------------------------------------- | --- | ------- | ---- | ---------------- | -------------- |
| "Up on Cripple Creek"                                                               | The Band | 1       | 3    | 2                | 2              |
| "The Shape I'm In"                                                                  | The Band | 2       | 4    | 14               | 3              |
| "It Makes No Difference"                                                            | The Band | 3       | 6    | 8                | 4              |
| "Life Is a Carnival"                                                                | The Band | 4       | -    | 19               | 6              |
| "This Wheel's on Fire"                                                              | The Band | 5       | -    | -                | 10             |
| "W.S. Walcott Medicine Show"                                                        | The Band | 6       | -    | -                | 26             |
| "Georgia on My Mind"                                                                | The Band | 7       | -    | -                | -              |
| "Ophelia"                                                                           | The Band | 8       | 20   | 16               | 18             |
| "King Harvest (Has Surely Come)"                                                    | The Band | 9       | -    | -                | -              |
| "The Night They Drove Old Dixie Down"                                               | The Band | 10      | 12   | 10               | 29             |
| "Stage Fright"                                                                      | The Band | 11      | 10   | 5                | 14             |
| "Rag Mama Rag"                                                                      | The Band | 12      | -    | -                | 15             |
| "Who Do You Love?"                                                                  | Ronnie Hawkins | 13      | 5    | 3                | 5              |
| "Such a Night"                                                                      | Dr. John | 14      | 8    | 9                | 7              |
| "Down South in New Orleans"                                                         | Bobby Charles och Dr. John | 15      | -    | 15               | 9              |
| "Mystery Train"                                                                     | Paul Butterfield | 16      | 15   | 11               | 11             |
| "Caldonia"                                                                          | Muddy Waters | 17      | -    | -                | 12             |
| "Mannish Boy"                                                                       | Muddy Waters | 18      | 16   | 12               | 13             |
| "All Our Past Times"                                                                | Eric Clapton | 19      | -    | -                | 16             |
| "Further on Up the Road"                                                            | Eric Clapton | 20      | 17   | 13               | 17             |
| "Helpless"                                                                          | Neil Young | 21      | 9    | 4                | 19             |
| "Four Strong Winds"                                                                 | Neil Young | 22      | -    | -                | 20             |
| "Coyote"                                                                            | Joni Mitchell | 23      | 14   | 6                | 21             |
| "Shadows and Light"                                                                 | Joni Mitchell | 24      | -    | -                | 22             |
| "Furry Sings the Blues"                                                             | Joni Mitchell | 25      | -    | -                | 23             |
| "Dry Your Eyes"                                                                     | Neil Diamond | 26      | 13   | 7                | 25             |
| "Tura Lura Lural (That's an Irish Lullaby)"                                         | Van Morrison | 27      | -    | 17               | 27             |
| "Caravan"                                                                           | Van Morrison | 28      | 21   | 18               | 28             |
| "Acadian Driftwood"                                                                 | The Band, Neil Young och Joni Mitchell | 29      | -    | -                | 24             |
| Poem                                                                                | Emmett Grogan | 30      | -    | -                | -              |
| Poem                                                                                | Bill "Sweet William" Fritsch (Hells Angels)                                                                                               | 31      | -    | -                | -              |
| "JOY!"                                                                              | Lenore Kandel | 32      | -    | -                | -              |
| Introduction to The Canterbury Tales in Chaucerian dialect                          | Michael McClure | 33      | 7    | -                | -              |
| "Get Yer Cut Throat Off My Knife" / "Revolutionary Letter #4" / "The Fire Guardian" | Diane di Prima | 34      | -    | -                | -              |
| "Transgressing The Real"                                                            | Robert Duncan | 35      | -    | -                | -              |
| Poem                                                                                | "Freewheeling" Frank Reynolds (Hells Angels)                                                                                              | 36      | -    | -                | -              |
| "Loud Prayer"                                                                       | Lawrence Ferlinghetti | 37      | 22   | -                | -              |
| "Genetic Method"/"Chest Fever"                                                      | The Band | 38      | 19   | -                | 30             |
| "The Last Waltz Suite: Evangeline" (liveversion)                                    | The Band | 39      | -    | -                | -              |
| "The Weight" (liveversion)                                                          | The Band | 40      | -    | -                | 8              |
| "Baby, Let Me Follow You Down"                                                      | Bob Dylan | 41      | -    | 20               | 31             |
| "Hazel"                                                                             | Bob Dylan | 42      | -    | -                | 32             |
| "I Don't Believe You (She Acts Like We Never Have Met)"                             | Bob Dylan | 43      | -    | 21               | 33             |
| "Forever Young"                                                                     | Bob Dylan | 44      | 23   | 22               | 34             |
| "Baby, Let Me Follow You Down" (reprise)                                            | Bob Dylan | 45      | 24   | 23               | 35             |
| "I Shall Be Released"                                                               | Bob Dylan och The Band, med gäster (bland andra Ronnie Wood och Ringo Starr)                                                              | 46      | 25   | 24               | 36             |
| "Jam #1"                                                                            | Neil Young, Ronnie Wood, Eric Clapton, Robbie Robertson, Paul Butterfield, Dr. John, Garth Hudson, Rick Danko, Ringo Starr och Levon Helm | 47      | -    | -                | 37             |
| "Jam #2"                                                                            | Neil Young, Ronnie Wood, Eric Clapton, Stephen Stills, Paul Butterfield, Dr. John, Garth Hudson, Carl Radle, Ringo Starr och Levon Helm   | 48      | -    | -                | 38             |
| "Don't Do It"                                                                       | The Band | 49      | 1    | -                | 39             |
| "Greensleeves"                                                                      | The Band | 50      | -    | -                | 40             |
| "Theme from The Last Waltz" (studio)                                                | The Band | -       | 2    | 1                | 1              |
| "The Weight" (studioversion)                                                        | The Band och The Staple Singers | -       | 11   | 29               | 44             |
| "Evangeline" (studioversion)                                                        | The Band och Emmylou Harris | -       | 18   | 27               | 42             |